# Морис Леблан
Морис Мари Емил Леблан (фр. Maurice Marie Émile Leblanc; Руан, 11. децембар 1864 — Перпињан, 6. новембар 1941) био је француски романописац и књижевник. Познат је као аутор прича о лопову Арсену Липену, који се сматра француским панданом Шерлока Холмска.